# Dubyaea
Dubyaea là một chi thực vật có hoa trong họ Cúc (Asteraceae).

## Loài
Chi Dubyaea gồm các loài: